# Musik zu einem Ritterballett

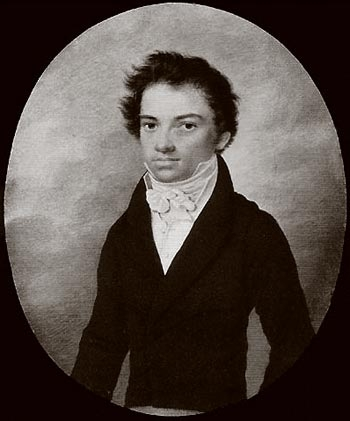
Ludwig van Beethoven, Ende der 1780er-Jahre

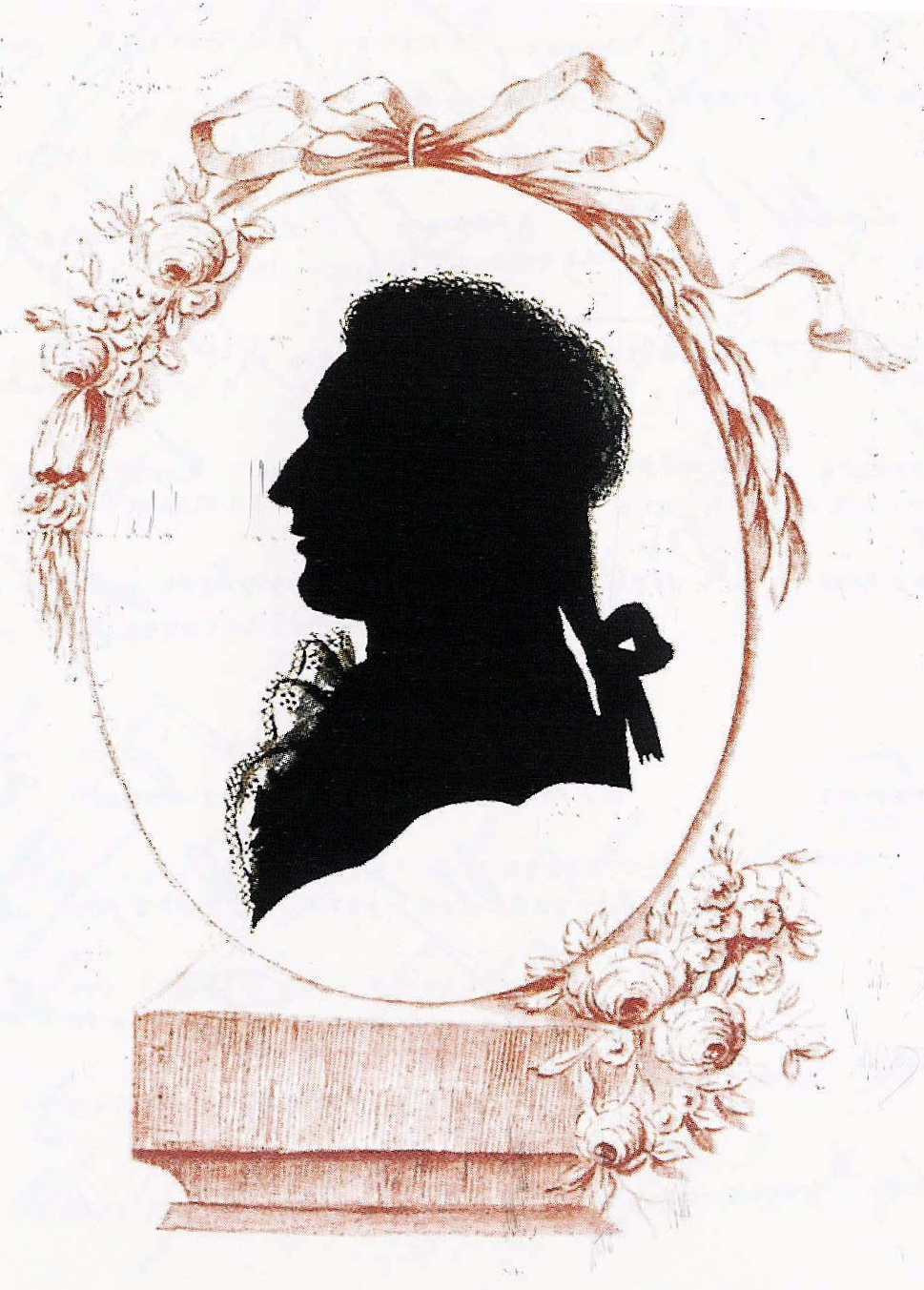
Ferdinand Ernst von Waldstein – Scherenschnitt in Ludwig van Beethovens Stammbuch

Die Musik zu einem Ritterballett WoO 1 ist eine frühe Orchesterkomposition von Ludwig van Beethoven (1770–1827), die 1790/91 anlässlich einer Karnevalsveranstaltung des Grafen Ferdinand von Waldstein entstanden ist.

## Entstehung, Uraufführung und Rezeption
Graf Ferdinand von Waldstein war ein wichtiger Mäzen und Förderer des jungen Ludwig van Beethoven. Gemäß einem zeitgenössischen Theaterjahrbuch lud er für den 6. März 1791 (Fastnachtssonntag) den Bonner Adel zu einem Maskenball im Bonner Redoutensaal, der nicht identisch ist mit der Godesberger Redoute, die zu diesem Zeitpunkt noch nicht fertiggestellt war, zu einem „karakteristischen Ballet in altdeutscher Tracht“ ein, das den „[…] Hauptneigungen unsrer Urväter, zu Krieg, Jagd, Liebe und Zechen […]“ galt. Die dazu gespielte Musik trug Ludwig van Beethoven bei, allerdings – wohl in Rücksicht auf seinen Gönner – ohne Namensnennung. Somit galt zunächst Waldstein nicht nur als Organisator und Choreograph, sondern auch als Komponist. Für Klärung sorgten erst 1838 Franz Gerhard Wegeler und Ferdinand Ries. Ob zumindest einige Themen der Ballettmusik von Waldstein, der ebenfalls musikalische Ausbildung genossen hatte, selbst stammen, ist nicht bekannt. Jedenfalls bewahrte Beethoven Originale der Partitur bis zu seinem Tod auf, diese befinden sich heute in der Berliner Staatsbibliothek.
1872 erschien in Leipzig eine Klavier-Transkription der Musik zu einem Ritterballett, die vollständige Partitur wurde erst 1888 als Teil der bei Breitkopf & Härtel in Leipzig erschienenen Gesamtausgabe von Beethovens Werken publiziert.

## Besetzung, Spieldauer und Charakterisierung
Die Partitur verlangt folgende Besetzung: Piccoloflöte, 2 Klarinetten, 2 Hörner, 2 Trompeten, Pauken und Streicher.
Die Spieldauer der Musik zu einem Ritterballett liegt bei etwa 12 Minuten. Sie hat folgende Sätze:
1. Marsch
2. Deutscher Gesang
3. Jagdlied
4. Romanze
5. Kriegslied
6. Trinklied
7. Deutscher Tanz
8. Coda

Hierbei ist nach den Nummern 3 bis 6 jeweils eine Wiederholung des Deutschen Gesangs eingeschoben.
Im Gegensatz zu den beiden in Beethovens Bonner Zeit entstandenen Kantaten (Kantate auf den Tod Kaiser Josephs II., Kantate auf die Erhebung Leopolds II. zur Kaiserwürde) ist die Musik zu einem Ritterballett mit ihren miniaturhaften Sätzen eher schlicht gehalten und weist kaum auf das zukünftige Schaffen des Komponisten hin.
Der eröffnende Marsch folgt einer ABA‘-Form. Der folgende Deutsche Gesang ist rondoartig. Das Jagdlied wird von Hörnern und Klarinetten eröffnet, im zweiten Abschnitt spielen Streicher zunächst im Wechsel mit Holz- und Blechbläsern, bevor der Satz im Tutti endet. Die Romanze ist den Streichern im durchgängigen Pizzicato und Piano zugedacht. Das Kriegslied prägen Blechbläser und Pauken in an Händel erinnernder Weise. Im Trinklied herrschen einfache viertaktige Melodien vor. Im Trioteil erklingt die Piccoloflöte solistisch. Der Deutsche Tanz ist im 3/8-Walzer-Rhythmus gehalten. Die Coda steht im Zweiertakt und enthält eine eingeschobene Reprise des Deutschen Gesangs.